# 興義府
興義府，清代貴州省的府。

兴义府在贵州省的位置（1820年）

要。舊隸貴西道。安義鎮總兵駐。順治初，因明為安籠所。康熙二十五年，置南籠廳，移貴陽通判駐之，仍隸府。雍正五年升南籠府。嘉慶二年，改興義。領廳一，州一，縣三：普安縣、安南縣、興義縣、盤州廳、貞豐州。